# 川黔片
川黔片，又稱川黔方言 、 川黔話 ， 共141個縣市區。 使用人口約一億人。本片最主要的語音待點是音系簡明，祇有4個調，多數方言沒有[tʂ]組聲母，不分鼻音和邊音，沒有鼻音韻母-m，內部一致性非常高，是最典型的西南官話，除陜南小片外，四川、重慶和貴州3省市的川黔片可以根據撮口呼的有無分為兩個小片。

## 分區
(1)成渝小片 。本小片的特點是四呼俱全。主要分布在成渝平原，包括毗鄰的貴州黔西北地區、雲南滇東地區的一些縣市，總數為105個縣市區。
四川省：安縣 安嶽縣 巴中市 北川羌族自治縣 蒼溪縣 成都市* 達縣 達州市 大英縣 大竹縣 德陽市 廣安市 廣漢市 廣元市
華鎣市 簡陽市 劍閣縣 江油市 金堂縣 開江縣 閬中市 樂至縣 鄰水縣 羅江縣 綿陽市 綿竹市 南部縣 南充市* 南江縣 蓬安縣 蓬溪縣 平昌縣 平武縣 青川縣 渠縣 仁壽縣* 三臺縣 射洪縣 遂寧市 通江縣 萬源市 旺蒼縣 溫江區 武勝縣* 嶽池縣 中江縣 資陽市 資中縣 梓潼縣 西充縣 宣漢縣 鹽亭縣* 儀隴縣 營山縣
重慶市：璧山縣 城口縣 大足縣 墊江縣 酆都縣 奉節縣 合川區 忠縣 開縣 梁平縣 南川區 彭水苗族土家族自治縣 榮昌縣
石柱土家族自治縣 銅梁縣 潼南縣 重慶市 萬州區 黔江區 巫山縣 巫溪縣 武隆縣  秀山土家族苗族自治縣 永川區 酉陽土家族苗族自治縣 雲陽縣
貴州省：畢節市 大方縣 道真仡佬族苗族自治縣 赫章縣 黃平縣 江口縣 金沙縣 開陽縣 六盤水市 納雍縣 黔西縣 石阡縣 水城縣 松桃苗族自治縣 銅仁市 萬山特區 息烽縣 修文縣 織金縣 紫雲苗族布依族自治縣
雲南省：大關縣 威信縣** 彝良縣 永善縣 鎮雄縣
註：
1. *為第一版中被畫入灌赤片岷江小片入聲獨立區的西充縣 鹽亭縣 射洪縣 溫江區 以及隸屬於成都市的新都區和 隸屬於南充市的嘉陵區，此六區縣因為著重分區結果整體性的原因，在新版地圖集中被被畫入川黔片 成渝小片

1. **威信縣的古人聲今讀去聲，但在地理分佈上被成渝小片隔開，與江貢小片的其他方言不相連，現著重分區結果的整體性，將其畫入成渝小片。

(2)黔中小片 。本小片的特點是沒有撮口呼韻母。分布於貴陽以西的黔中、黔西北地區，廣西還有3個方言點也可畫入黔中小片，總數為20個縣市區。
貴州省：安龍縣 安順市 冊亨縣 長順縣 關嶺布依族苗族自治縣 貴陽市 六枝特區 盤縣 平壩縣 普安縣 普定縣 清鎮市 晴隆縣 望謨縣 興仁縣 興義市 貞豐縣 鎮寧布依族苗族自治縣
廣西壯族自治區：樂業縣 隆林各族自治縣 淩雲縣
(3)陝南小片 。 陜南小片的主要特點是位於西南官話與中原官話的過渡區，兼西南官話和中原官話的一些語言特點。由於歷史的原因，這一帶又有一些來自湖北、湖南和安徽等地的移民，方言情況比較複雜。包括16個市。
陝西省：佛坪縣 漢陰縣 漢中市 嵐臯縣 留壩縣 略陽縣 勉縣 寧強縣 城固縣 南鄭縣 寧陝縣 石泉縣 鎮巴縣 鎮坪縣 紫陽縣 西鄉縣

## 聲調
川黔片的調類總共有陰平、陽平、上聲、去聲四類，古入聲字整體派入陽平，內部調型比較一致，部分方言代表點的音調調值如下表所示
貴州，陝西調值數據來自語保工程採錄展示平台 （页面存档备份，存于）以及《石泉城關方言同音字𢑥研究》
| 方言點   | 陰平 | 陽平  | 上聲 | 去聲 |
| -------- | ---- | ----- | ---- | ---- |
| 貴陽     | 45   | 21    | 43   | 24   |
| 安順     | 44   | 31    | 54   | 13   |
| 六枝特區 | 55   | 21    | 42   | 13   |
| 興義     | 44   | 21    | 53   | 24   |
| 漢陰     | 33   | 42    | 45   | 214  |
| 鎮巴     | 35   | 31    | 52   | 213  |
| 石泉     | 45   | 31/21 | 53   | 214  |
| 成都     | 45   | 21    | 53   | 213  |
| 銅仁     | 45   | 22    | 42   | 24   |
| 廣元     | 34   | 21    | 52   | 14   |
| 南充     | 45   | 21    | 53   | 14   |
| 綿陽     | 45   | 31    | 52   | 13   |
| 萬州     | 45   | 213   | 42   | 215  |
| 酆都     | 45   | 212   | 331  | 325  |
| 大方     | 55   | 31    | 43   | 13   |
| 巴中     | 34   | 32    | 52   | 213  |
| 重慶     | 45   | 21    | 42   | 214  |